# Permobil
Permobil är en tillverkare av elektriska rullstolar, grundat 1963 av Per Uddén. Bolaget är en av världens största leverantörer av elektriska rullstolar. Huvudkontoret är beläget i Sundsvall, Birsta och ägs idag av Investor. VD (2018) är Bengt Thorsson.
I Sverige är varumärket så dominerande att permobil blivit ett varumärkesord synonymt med elektriska rullstolar av scootertyp, trots att Permobils verksamhet är mer inriktad mot elrullstolar som inte är av skotertyp.
Permobilen fick sitt namn av Gunnel Wennerblom, som vann en spontan tävling om att döpa uppfinningen. Tävlingen uppstod under ett event där både Wennerblom och formgivaren Sigvard Bernadotte närvarade. Ursprungligen var tävlingen inte planerad som en del av evenemanget, men när det stod klart att uppfinningen ännu saknade ett namn, arrangerades en tävling där Wennerbloms förslag – "Permobil" – valdes. Vid lanseringen spelade även Marianne Bernadotte en viktig roll, då hon deltog i att introducera permobilen för en bredare allmänhet.